# Коломенское (озеро)
Коло́менское (также Коломна, Коломно) — проточное озеро моренно-аккумулятивного происхождения в Вышневолоцком городском округе Тверской области России, находится в 20 км к северо-западу от Вышнего Волочка, к юго-западу от озера Имоложье, в бассейне реки Рудинки (левого притока Мсты). На востоке вытекает речка Барыга, впадающая в озеро Островно. На западе протокой соединено с Бельским озером.
Площадь Коломенского озера — 5 км², площадь водосборного бассейна — 43,3 км², длина 4,2 км, ширина в северной части доходит до 2,1 км. Высота над уровнем моря — 165,7 метра. Глубина достигает 5 метров при средней глубине 3 метра. Длина береговой линии — 23 км.
Озеро имеет вытянутую форму. Три небольших острова в южной части. Берега озера пологие, заболоченные, поросшие березово-осиновыми лесами. Турбаза на юго-западном берегу. На южном берегу расположено село Коломно, на северном — деревня Горчель. Автомобильная трасса М-10 Россия (Москва — Тверь — Великий Новгород — Санкт-Петербург) проходит к югу от водоёма. Озеро используется для отдыха и рыбной ловли.
Код водного объекта в государственном водном реестре — 01040200211102000020880.